# Simeon Bavier
Simeon Bavier (Coira, 16 settembre 1825 – Basilea, 27 gennaio 1896) è stato un politico svizzero.
Nel dicembre 1878 è stato eletto nel Consiglio federale svizzero, rimanendovi fino al gennaio 1883.
Nel corso del suo mandato ha diretto il Dipartimento delle finanze (1879), il Dipartimento delle poste e delle ferrovie (1880-1881) e il Dipartimento politico (1882).
Era rappresentante del Partito Liberale Radicale.
Ha ricoperto la carica di Presidente della Confederazione svizzera nel 1882.